# Potkalinje (Bosanska Krupa)
Potkalinje (szerbül: Поткалиње) falu Bosznia-Hercegovinában, a Bosznia-hercegovinai Föderáció Una-Szanai kantonjában, Bosanska Krupa községben.

## Fekvése
Bosznia-Hercegovina északnyugati részén, Bihácstól légvonalban 35, közúton 49 km-re keletre, Bosanska Krupa központjától légvonalban 14, közúton 26 km-re délkeletre fekvő dombos, erdős területen, a Kalin-patak mentén fekszik. Ahol a Grmeč-hegység gerince a karsztsíkságba ereszkedik le, két patak találkozik. A patakok Kalinban, mely egy meredek oldalú völgyben fekszik 17 malmot hajtottak, amelyek a legrosszabb szárazság idején is őröltek. A Kalin-patakba több forrás ömlik, amelyek félkörben helyezkednek el, és egy nagyobb völgyet alkotnak, amelyet a szomszédos Hašani felé a Kolišta domb (470 m.) zár le. Főbb vizei a Bušnica, a Tarabnjak, a Potoci és a Božin Potok. Három fő településrésze Mračaj, Potkalinje és Potoci.

## Népessége
| Nemzetiségi csoport | Népesség 1991 | Népesség 2013 |
| ------------------- | ------------- | ------------- |
| Szerb               | 214           | 45            |
| Bosnyák             | 69            | 0             |
| Horvát              | 0             | 0             |
| Jugoszláv           | 1             | 0             |
| Egyéb               | 0             | 0             |
| Összesen            | 284           | 45            |

## Története
A falu felett a Kalin és Grabež patakok feletti meredek földnyelven található találhatók Kalin középkori várának romjai. A vár egy észak-déli tájolású, zúzott kőből épült erődítmény volt. A lelőhely valószínűleg a 14. vagy a 15. századból való. Erről az erődítményről szinte semmilyen írott anyag nincs. Régi térképeken, terveken, jelentésekben nem található meg, így történetét teljes mértékben a titok övezi. A helytörténészek is megkerülik, és nem említik. Ezen a területen eddigi ismereteink szerint kiterjedtebb régészeti kutatás nem történt. A várnak helyőrsége és várnagya volt. Kalin vára nagy valószínűséggel akkor került oszmán uralom alá, amikor 1514-ben a közeli Japar várát is a kamengrádi kapitánysághoz és kadilukhoz csatolták. Az ellenséges határ közelsége miatt valószínűleg oszmán katonai helyőrség működött a városban, és maga a város más erődítményekkel együtt bekerült a határvédelem rendszerébe. A várnak minden bizonnyal Krupa 1565-ös elfoglalásáig, de talán még tovább is saját őrsége volt. Maga az erődítmény máig fennmaradt neve a Kalin a török „kale” főnévből származik, ami erődöt jelent. Ez részben alátámaszthatja azt az állítást, hogy az oszmánok ebben az erődben állomásoztak.
Az első mecset és a muszlim iskola 1871-ben épült a településen. A két világháború között, 1927-ben, az akkori földszintes mecsetre még egy emelet került. A mecset részben megsérült a világháborúban, de azután megújult. A mecset kőből épült és fa minarettel, belső mérete 8,50x7,50 m volt. 1992-ben a szerbek támadása során a mecsetet teljesen lerombolták, a maradványokat elbontották. Bár a háború előtti muszlim lakosságból senki sem tért vissza Potkalinjére, 2016-ban ugyanitt megkezdődött a mecset újjáépítése.
A boszniai háború után területmegosztáskor a települést kettévágta a Bosznia-hercegovinai Föderáció és a Szerb Köztársaság között húzott határvonal, így annak egy része Krupa na Uni községhez került.
A háború alatt 79 ház rongálódott meg, ebből 16-ot adományokból helyreállítottak, 63 házat pedig 2009-ig még nem állították helyre (19 - bosnyák és 44 szerb nemzetiségű családok tulajdona). 2009-ig összesen 16 család érkezett vissza a faluba.

## Nevezetességei
- Kalin várának megközelítése Benakovec felől lehetséges, míg más oldalról szinte lehetetlen. A nagyjából rekonstruált alaprajz tartalmazza a nyugati sokszögű tornyot, a földnyelv másik vége felé tartó sáncot és a meredek lejtőn álló két tornyot. A déli és a nyugati oldalon kör alakú alapfal látható. Kalin vára ma romokban hever. Senki sem védi az épületet, és senki sem törődik vele. A falakat benőtte az erdő, az erődítmény állagmegóvási és helyreállítási munkái eddig nem történtek. Kalin egyike azoknak az elfeledett váraknak, amelyek egykor Boszniát védték. Ma az őt pusztító természetnek és az érdektelen egyéneknek prédájául hagyva várja, hogy eltűnjön ez a kevés, ami megmaradt belőle.[5]

- A falu mecsete 2016-ban épült.